# Raków
Raków (deutsch: Rakau) ist ein Dorf und Sitz einer Landgemeinde im Powiat Kielecki der Woiwodschaft Heiligkreuz.

## Geschichte
Raków wurde als neue Stadt 1569 vom Żarnówer Kastellan Jan Sienieński gegründet. Von Anfang an war es als Ort religiöser Toleranz gedacht. Die Frau des Kastellans, Jadwiga Gnoińska, war Sozinianerin, aus ihrem Wappen, das einen Krebs beinhaltete, entstand der Name der Stadt und ihr Wappen. In kurzer Zeit wurde Raków zum Zentrum der sozinianischen Bewegung in Polen-Litauen.
Ende des 16. Jahrhunderts entstand eine sozinianische Druckerei. In dieser Druckerei wurde auch der bekannte Rakauer Katechismus gedruckt. In den 1630er Jahren wohnten hier 15.000 Einwohner. Es entstand ein ausgeprägtes Gewerbe (Papier-, Brau-, Weberei- und Töpfergewerbe), man baute ein Rathaus und eine Brücke über den Fluss Czarna Staszowska. Von 1602 bis 1638 bestand in der Stadt die international renommierte Rakówer Akademie der polnischen Unitarier (Polnische Brüder oder auch als Sozinianer bezeichnet).
1639 verbot der polnische Sejm im Zuge der Gegenreformation jede Art sozinianischer Tätigkeit. Alle Bewohner der Stadt wurden vertrieben, viele Gebäude zerstört, u. a. bei der Plünderung durch Kosaken und Ungarn 1657.
Ansiedlungsversuche von Katholiken scheiterten, so dass am Ende des 17. Jahrhunderts nur etwa 700 Menschen in Raków lebten. Nach der Dritten Teilung Polens wurde es zunächst österreichisch, dann russisch. Erst im 19. Jahrhundert stieg die Einwohnerzahl allmählich wieder an; dennoch verlor man 1869 wie viele andere Städte Kongresspolens die Stadtrechte.
Bei Beginn des Zweiten Weltkriegs wohnten ungefähr 1500 Juden im Ort, das war ungefähr die Hälfte der Bevölkerung. Die deutschen Besatzer ordneten 1940 ein Zwangsghetto an, seine Bewohner wurden im August 1942 in das Ghetto von Jędrzejów verlegt und im September ins Vernichtungslager Treblinka deportiert. Die hölzerne Synagoge vom Beginn des 19. Jahrhunderts wurde niedergebrannt.
Das Dorf Raków wurde 1944 infolge des Frontverlaufs beinahe völlig zerstört.

## Sehenswürdigkeiten

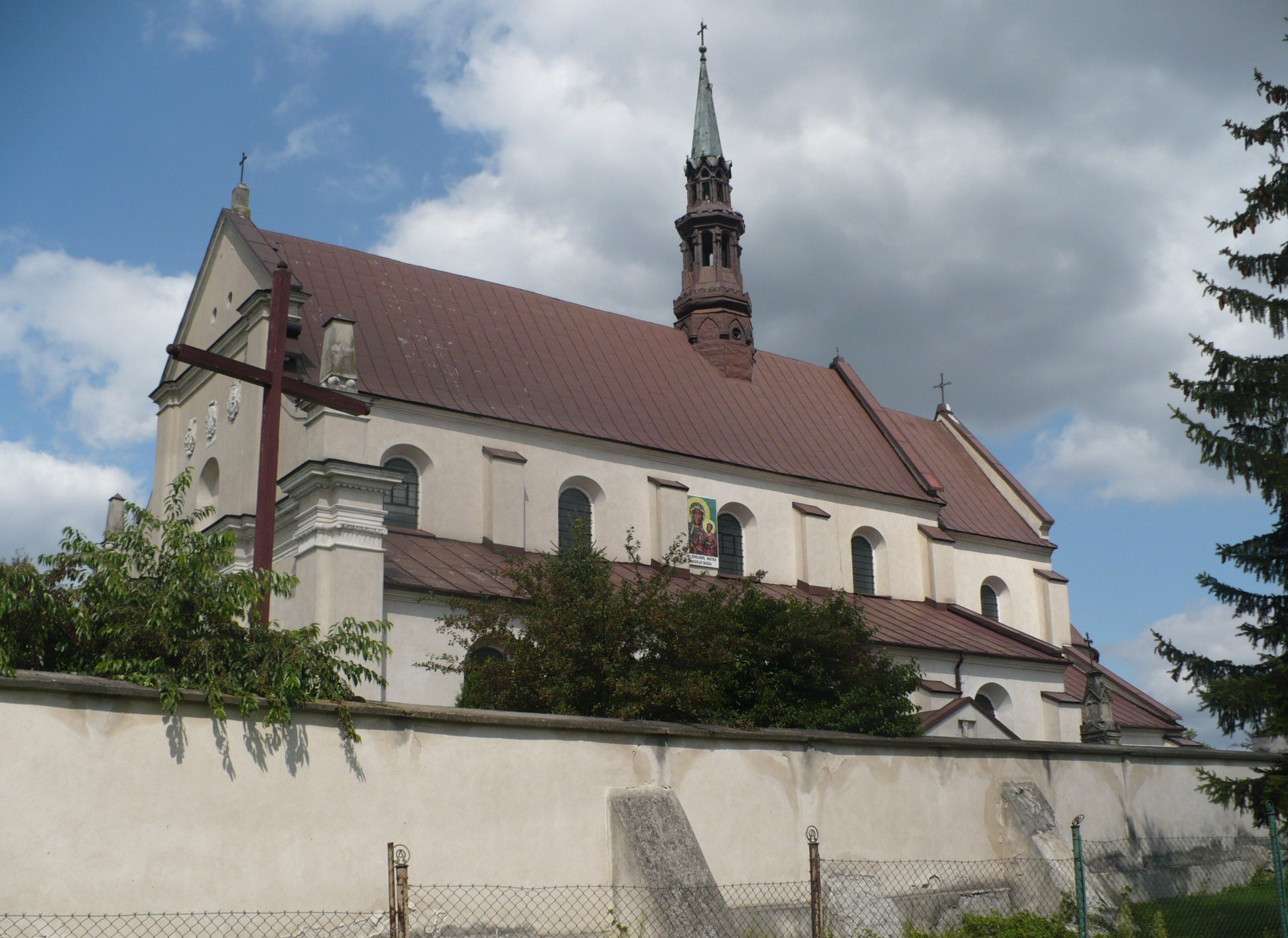
Kirche der Heiligen Dreifaltigkeit, gebaut auf den Ruinen der zerstörten unitarischen Kirche

- Pfarrkirche der Heiligen Dreifaltigkeit in Raków, erbaut von 1640 bis 1645 infolge einer Stiftung des Erzbischofs von Krakau auf den Ruinen der zerstörten Kirche der Sozinianer (in der Nachfolge der Arianer). Das Patrozinium der Heiligen Dreifaltigkeit wurde sicherlich als bewusster Gegensatz zum Glauben der vertriebenen Sozinianer, welche eben genau dieses Dogma der Dreifaltigkeit nicht anerkannten, ausgewählt. Innenausstattung in spätbarockem Stil.
- St.-Anna-Kirche der Franziskaner-Reformaten von 1641 in Raków, umgebaut im 18. Jh.
- Mariä-Heimsuchung-Kirche in Bardo von 1789.
- Arianer-Haus in Raków an der Ecke Kościelna-/Kolejowa-Straße.

## Gemeinde
Die Landgemeinde umfasst insgesamt 28 Ortschaften. Sitz der Gemeinde ist das Dorf Raków, das auch die größte – historische und aktuelle – Bedeutung von allen Orten hat.

## Persönlichkeiten
- Grzegorz Paweł z Brzezin, Theologe, * um 1525 in Brzeziny, † 1591 in Raków
- Johannes Crellius, sozinianischer Theologe, * 1590 in Helmetsheim, † 1633 in Raków
- Christopher Crell-Spinowski, unitarischer Theologe, * 1622 in Raków, † 1680
- Stanislaus Lubienietzki, Schriftsteller, unitarischer Geistlicher, Historiker, und Astronom, * 1623 in Raków, 1675 zusammen mit seinen beiden Töchtern im Exil in Hamburg ermordet
- Joachimus Rupnovius, * 1590 als Joachim Rupniewski (auch „Rupniowski“, „Rupnow“, „Joachim z Rupnowa“), † 1643 in Beresk, Historiker, Religionslehrer